# Đội tuyển bóng chuyền nam quốc gia Chile
Đội tuyển bóng chuyền nam quốc gia Chile là đội bóng đại diện cho Chile tại các cuộc thi tranh giải và trận đấu giao hữu bóng chuyền nam ở phạm vi quốc tế.

## Lịch sử
Vào đội hình năm 1961 giành được huy chương bạc tại Giải vô địch Nam Mỹ ở Lima, Perú.
Chile đã từng chơi ở giải đấu Vô địch thế giới, vào năm 1982 ở Argentina, nơi nó được loại bỏ Vòng Chính. Đội bóng đã chơi ở Bảng B với Liên Xô, Hoa Kỳ và Bulgaria.